# Einkommensverdopplungsplan
Der Einkommensverdopplungsplan (jap. 所得倍増計画, shotoku baizō keikaku) wurde 1960 vom japanischen Kabinett unter Ikeda Hayato verabschiedet. Es war der dritte verabschiedete Japanische Fünfjahresplan. Er sollte bis 1969 gelten, wurde aber schon 1965 vom mittelfristigen Wirtschaftsplan abgelöst. Ziel des Plans war die „Verdopplung des Volkseinkommens“, wobei mit Volkseinkommen nicht das Gehalt des einzelnen Arbeiters, sondern das Bruttoinlandsprodukt gemeint war. 
Kopf hinter dem Plan war Shimomura Osamu (1910–1989), ein japanischer Wirtschaftswissenschaftler, der wie viele japanische Kollegen seiner Zeit marxistisch geprägt war.
Erreicht werden sollte (und wurde) dies durch eine prozyklische Politik: obwohl die japanische Konjunktur sich bereits in einer starken Wachstumsphase befand, dem sogenannten Iwato-Boom. 1958 und 59 betrug das Wirtschaftswachstum 10 %. Trotzdem nahm die Regierung weitere Staatsschulden auf, um die Wirtschaft bei Investitionen zu fördern, insbesondere die Schwerindustrie, und die japanische Infrastruktur weiter auszubauen. Es gelang, wichtige Kennziffern wie die Stahlproduktion innerhalb weniger Jahre zu verdoppeln. Erreichte Gewinne wurden von der Industrie zu einem sehr großen Anteil direkt wieder investiert, um das hohe Wachstum zu halten. Das reale Wirtschaftswachstum lag in dieser Periode bei durchschnittlich 10,9 % (geplant waren 9 %), so dass das Ziel der Verdopplung sogar schneller erreicht wurde.
Die Einkommen der Japaner blieben dabei auf niedrigem Niveau, was sich im Slogan „rich Japan – poor Japanese“ niederschlug. Erst in den 1970er Jahren sollte sich das ändern, auch weil 1971 das Bretton-Woods-System aufgelöst wurde und der Yen dann schrittweise von seinem festen Dollarkurs von 1:360 zu steigen begann.
Im Nachhinein ist der Einkommensverdopplungsplan von neokeynesianischen Wirtschaftswissenschaftlern stark kritisiert worden, eben wegen jener prozyklischen Politik. In den Siebziger Jahren musste die Notenbank die Zinsen stark erhöhen, um die überhitzte Wirtschaft abzukühlen und der japanischen Regierung die Rückzahlung der Kredite zu erleichtern. In Verbindung mit der Ölkrise 1973 führte dies zu hoher Inflation, weswegen diese Phase auch als Phase der „verrückten Preise“ bezeichnet wurde. 